# Сілезія (Монтана)
Сілезія (англ. Silesia) — переписна місцевість (CDP) в США, в окрузі Карбон штату Монтана. Населення — 103 особи (2020).

## Географія
Сілезія розташована за координатами 45°33′21″ пн. ш. 108°50′16″ зх. д. / 45.55583° пн. ш. 108.83778° зх. д. (45.555776, -108.837715).  За даними Бюро перепису населення США в 2010 році переписна місцевість мала площу 4,71 км², уся площа — суходіл.

## Демографія
Згідно з переписом 2010 року, у переписній місцевості мешкало 96 осіб у 39 домогосподарствах у складі 27 родин. Густота населення становила 20 осіб/км².  Було 44 помешкання (9/км²).
Расовий склад населення:
| - 93,8 % — білих - 6,3 % — корінних американців |

До двох чи більше рас належало 0,0 %. Частка іспаномовних становила 3,1 % від усіх жителів.
За віковим діапазоном населення розподілялося таким чином: 27,1 % — особи молодші 18 років, 57,3 % — особи у віці 18—64 років, 15,6 % — особи у віці 65 років та старші. Медіана віку мешканця становила 45,0 року. На 100 осіб жіночої статі у переписній місцевості припадало 123,3 чоловіків;  на 100 жінок у віці від 18 років та старших — 105,9 чоловіків також старших 18 років.
Середній дохід на одне домашнє господарство  становив 36 580 доларів США (медіана — 45 096), а середній дохід на одну сім'ю — 43 757 доларів (медіана — 46 346). За межею бідності перебувало 9,0 % осіб, у тому числі 0,0 % дітей у віці до 18 років та 0,0 % осіб у віці 65 років та старших.
Цивільне працевлаштоване населення становило 46 осіб. Основні галузі зайнятості: оптова торгівля — 52,2 %, транспорт — 15,2 %, мистецтво, розваги та відпочинок — 15,2 %.